# Прево, Жан-Луи
Жан-Луи Прево (фр. Jean-Louis Prevost; 1 сентября 1790, Женева — 14 марта 1850) — швейцарский врач и учёный. Не следует путать с его полным тёзкой и родственником (1838—1927) и другим тёзкой: художником Жаном-Луи Прево.
Изучал вначале богословие в Женеве, но в 1814 г. переехал в Париж и занялся медициной, в 1816 г. в Эдинбурге, где в 1818 г. получил степень доктора медицины за диссертацию об употреблении ванн и обливаний. Тогда же переехал в Дублин для занятий по хирургии и акушерству, а в 1820 г. вернулся в Женеву, где скоро приобрел обширную практику. В 1837 г. он её ограничил самым узким кругом знакомых и посвятил себя изучению физиологии и физиологической химии. В сообществе с Жаном Батистом Дюма, Леруае и знаменитым клиницистом Лебертом он в различных изданиях обнародовал целый ряд интереснейших открытий о кровообразовании и кровообращении у человека и различных животных, об яйце, о процессах кровообращения и питания в нем, о животном электричестве и т. д. Из его многочисленных сочинений заслуживают по настоящее время внимания: «Sur la formation et la circulation du sang dans les hommes et dans les diverses classes du règne animal» (Женева, 1826), «Sur la génération et la reproduction en général», «Sur le développement du coeur et de l’aorte du poussin dans l’oeuf».

## Источник
- Г. М. Герценштейн. Прево, Жан-Луи // Энциклопедический словарь Брокгауза и Ефрона : в 86 т. (82 т. и 4 доп.). — СПб., 1898. — Т. XXV. — С. 2—3.